# 金斯 (伊利諾伊州科爾斯縣)
金斯（英語：Kings）是位於美國伊利諾伊州科爾斯縣的一個非建制地區。該地的面積和人口皆未知。

## 地理
金斯的座標為39°40′45″N 87°59′07″W / 39.67917°N 87.98528°W，而該地的平均海拔高度為203米（即666英尺）。